# Lorenzo Bosisio
Lorenzo Bosisio (* 24. September 1944 in Marmirolo) ist ein ehemaliger italienischer Radrennfahrer.
1967 wurde Lorenzo Bosisio bei den Straßen-Weltmeisterschaften gemeinsam mit Benito Pigato, Vittorio Marcelli und Flavio Martini Dritter im Mannschaftszeitfahren. Im Jahr darauf startete er bei den Olympischen Sommerspielen mit Cipriano Chemello, Luigi Roncaglia, Giorgio Morbiato und Gino Pancino in der Mannschaftsverfolgung und errang Bronze hinter dem dänischen sowie dem deutschen Bahn-Vierer. Das Rennen endete mit einem Eklat, da die deutsche Mannschaft im Finallauf disqualifiziert wurde (s. Gold-Vierer). Der italienischen Mannschaft lehnte die ihnen zugesprochene Silbermedaille jedoch ab. Wenige Wochen später nahm Bosisio an den Bahn-Weltmeisterschaften in der Einer- sowie in der Mannschaftsverfolgung teil; mit der Mannschaft (Chemello, Luigi Roncaglia, Morbiato) wurde er Weltmeister, und in der Einerverfolgung errang er Bronze. 1968 gewann er die nationale Meisterschaft in der Einerverfolgung der Amateure.
Anschließend wurde er Profi.
1970 wurde Bosisio Vize-Weltmeister in der Einerverfolgung.